# Macaulay Library
Die Macaulay Library (auch Linda and William Macaulay Library, früher Library of Natural Sounds, NLS) ist eine am Cornell Lab of Ornithology der Cornell University angesiedelte Sammlung von Gesängen, Rufen und anderen Lauten sowie Videoaufnahmen von Tieren. Das Archiv umfasst 175.000 Tierstimmen von etwa 9.000 Arten sowie rund 50.000 Videos von 3.500 Arten. Nach Angaben des Archivs ist es die größte Sammlung dieser Art.

## Geschichte
Der Ornithologe Arthur Augustus Allen (1885–1964) nahm 1929 die erste in der Sammlung befindliche Vogelstimme auf. Zu den frühen Mitarbeitern gehörten auch der Student Peter Paul Kellogg und der vormalige Börsenhändler Albert R. Brand. In den folgenden Jahren wurden die Aufnahmetechnik ergänzt und verbessert sowie zwei Expeditionen zur Aufnahme von Vogelgesang durchgeführt. 1942 wurde die sechsteilige Schallplattensammlung American Bird Songs herausgegeben. Der Verkauf von Tonaufnahmen bildete bis in die 1980er Jahre die wichtigste Einnahmequelle des Cornell Lab of Ornithology. Nach dem Zweiten Weltkrieg ermöglichte die Magnetband-Technik leichtere und mobilere Aufnahmegeräte. Die mittlerweile als Library of Natural Sounds (NLS) bezeichnete Sammlung wuchs sowohl durch Aufnahmen von Wissenschaftlern als auch Amateuren beständig und wurde durch den Bibliothekar Byrl Kellogg organisiert. Die Öffentlichkeitsarbeit wurde durch die bis in die 1980er Jahre bestehende lokale Radiosendung Know Your Birds ergänzt. Ab Ende der 1950er erweiterte sich das Spektrum der Sammlung um außerhalb Nordamerikas vorkommende Vögel und andere Tiere.
In den 1960er Jahren verstarb neben Allen auch Byrl Kellogg und Peter Paul Kellogg trat in den Ruhestand, worauf die Entwicklung der Sammlung stagnierte. 1974 wurde James L. Gulledge Kurator und Leiter der Sammlung. Externe Geldgeber wie die National Science Foundation ermöglichten den weiteren Aufbau und die Pflege der Sammlung, die auch mit Aufnahmen der Ornithologen Paul A. Schwartz und Theodore A. Parker III ergänzt wurde. Gelledges Nachfolger wurde 1987 Greg Budney, unter dessen Ägide die Sammlung auf 140.000 Aufnahmen wuchs. Als Direktor folgte ihm 1999 Jack W. Bradbury, der mit Hilfe seines Vorgängers und des Toningenieurs Robert Grotke die Digitalisierung der Bestände vorantrieb. Ab 2001 wurden zudem Videoaufnahmen zur Verhaltensbiologie von Tieren in die Sammlung aufgenommen.
2003 zogen das Lab of Ornithology und die Sammlung in die in neuen Räumlichkeiten des Imogene Powers Johnson Center for Birds and Biodiversity, ein Schritt, der auch durch Spenden von Linda und William Macaulay ermöglicht worden war und die Umbenennung der Sammlung in Linda and William Macaulay Library zur Folge hatte. Seit 2009 ist Mike Webster Leiter der Sammlung. Im Januar 2013 wurden 175.000 digitalisierte Tonaufnahmen online zugänglich gemacht, die Sammlung von 50.000 Videoaufnahmen befindet sich in der Digitalisierung.